# Oscar Baronti
Oscar Baronti (Vinci, 10 novembre 1909 – Livorno, 3 giugno 1971) è stato un ciclista su strada italiano, attivo come indipendente dal 1933 al 1936. In carriera colse due sole affermazioni, entrambe al Giro di Toscana/Pontedera a tappe; partecipò inoltre a un'edizione del Giro di Lombardia.

## Palmarès
- 1932 (dilettanti)

Coppa Contini
- 1933 (Mens Sana Siena)

Classifica generale Giro di Toscana/Pontedera
- 1934 (Mens Sana Siena)

4ª tappa Giro di Toscana/Pontedera (Livorno > Pontedera)

## Piazzamenti

### Classiche monumento
- Giro di Lombardia

1933: 17º